# Флорешть (Хуруєшть, Бакеу)
Флорешть, Флорешті (рум. Florești) — село у повіті Бакеу в Румунії. Входить до складу комуни Хуруєшть.
Село розташоване на відстані 220 км на північний схід від Бухареста, 41 км на південний схід від Бакеу, 103 км на південь від Ясс, 111 км на північний захід від Галаца, 141 км на північний схід від Брашова.

## Населення
За даними перепису населення 2002 року у селі проживали 282 особи, усі — румуни. Усі жителі села рідною мовою назвали румунську.